# Manuel Freire
Manuel Augusto Coentro de Pinho Freire OL (Vagos, Vagos, 25 de Abril de 1942) é um cantor português.

## Percurso
Frequentou o ensino liceal em Ovar e Aveiro, chegando a estudar Engenharia, em Coimbra e no Porto, sem se licenciar. Incorporado no serviço militar em 1964, faz a recruta em Mafra, passando em seguida pelas bases aéreas da Ota e de Monsanto, obtendo o curso técnico de Armamento e Equipamento de Aviões.
Após o serviço militar ingressa na empresa de aços F. Ramada, em Ovar, que integra durante cerca de 20 anos. Nesta localidade, torna-se um dos fundadores do grupo de carnaval "Os Hippies", dos mais antigos grupos do Carnaval de Ovar. Paralelamente, desenvolve a sua carreira artística, centrado na música.
Em 1967 Manuel Freire entrou no Teatro Experimental do Porto, aceitando um convite de Fernando Gusmão. Aí faz a sua primeira atuação «a sério» no domínio da canção. Entretanto estreava-se na música, com um EP que continha "Dedicatória", "Eles", "Livre" e "Pedro Soldado", editado em 1968 pela Tecla. O cantor não escapou à censura, vindo a ser probido o EP com os temas "Lutaremos meu amor", "Trova", "O sangue não dá flor" e "Trova do emigrante" devido a "O sangue não dá flor". É editado um single com os dois primeiros temas.
Obtém enorme projeção em 1969, ao aparecer no programa Zip-Zip, onde lança Pedra Filosofal, com poema de António Gedeão, que popularizou e cuja interpretação lhe valeu o Prémio da Imprensa desse ano, em conjunto com Fernando Tordo. Foi distinguido também com o Prémio Pozal Domingues.
No ano de 1971 foi editado o EP "Dulcineia" e o álbum "Manuel Freire" onde aparecem os temas dos primeiros EP's e onde musicou poemas de António Gedeão, José Gomes Ferreira, Fernando Assis Pacheco, Eduardo Olímpio, Sidónio Muralha e José Saramago.
Em 1972 colaborou na banda sonora da longa-metragem de Alfredo Tropa, "Pedro Só". Em  1973 lança o EP com os temas "Abaixo D. Quixote", "Pequenos deuses Caseiros", "Menina Bexigosa" e "ouvindo bethoven". Ainda em 1973 participou no LP "De Viva Voz" de José Jorge Letria, gravado ao vivo também com a participação de José Afonso.
A editora Zip-Zip lança em 1974 o LP "Manuel Freire" com os Ep's e singles gravados para aquela editora.
Em 1977 lança um single com os temas "Que Faço Aqui" e "Um Dia" da peça "Os Emigrantes" de Slawomir Mrozek para o Teatro Experimental do Porto. Contou com a colaboração de Luís Cília no LP "Devolta" de 1978 editado pela Lamiré. Em 26 de Janeiro de 1979 revelava ao Diário de Lisboa que pretendia fazer um disco infantil.
Em 1986, o disco lançado pela CGTP-IN, "100 Anos de Maio", inclui a sua música "Cais das Tormentas".
O disco "Pedra Filosofal" é lançado pela Strauss em 1993. Em 1995 actuou na Festa do Avante numa homenagem a Adriano Correia de Oliveira, onde foi acompanhado pela Brigada Victor Jara.
A 9 de Junho de 1995 foi feito Oficial da Ordem da Liberdade. Em 1996 recebeu a Medalha de Prata do concelho de Ovar.
"Lágrima de Preta" foi incluído na compilação "Sons de Todas as Cores", de 1997. Colaborou ainda no disco "Florestas Em Movimento", com Carlos Alberto Moniz, patrocinado pela Direcção Geral das Florestas, e na compilação "Pelo sonho é que fomos".
O disco As Canções Possíveis onde canta a poesia de José Saramago, de "Os Poemas Possíveis", foi editado em 1999 pela Editorial Caminho.
Em 2003, no seguimento da contestação a Luiz Francisco Rebello, tornou-se presidente da Direcção da Sociedade Portuguesa de Autores, acumulando com as funções de administrador-delegado até 2007.
Colaborou com José Jorge Letria e Vitorino num CD para crianças acerca da Revolução dos Cravos, intitulado "Abril, Abrilzinho", que foi editado em 2006.

## Discografia

### CDs e LPs
- Dedicatória (Lp, 1971) - em colaboração com Fernando Alvim e Pedro Caldeira Cabral, ref. tecla tes 40013
- O Sangue Não Dá Flor (tecla te 100004)
- Manuel Freire (LP, Zip-zip, 1974)
- Devolta (Lp, Sassetti, 1978) ref. DIAP 16014
- Manuel Freire (LP, 1979), ref. DIAP 16030
- Pedra Filosofal (CD, Strauss, 1993) - Tem uma faixa extra que é uma nova versão da "pedra filosofal"
- As Canções Possíveis - Manuel Freire canta José Saramago (CD, ]]Editorial Caminho]], 1999)
- Manuel Freire canta Nemésio (2007 - edição governo dos açores)

### Singles e EPs
- Dedicatória / livre / eles / pedro o soldado	(Ep, Tagus, 1968) ref. tagus tg 112
- eles / trova do emigrante tecla ref. tecla TE 20021
- Lutaremos meu amor/trova emigrante/trova/sangue não dá flor    ref. tagus tg 121
- trova / lutaremos meu amor tecla ref. tecla te 20007 (1968)[5]
- Pedra Filosofal / menina dos olhos tristes (Single, Zip-Zip, 1970) ref. zip 30.001/S
- Dulcineia / Poema da Malta das Naus/Canção/Fala do Velho do Restelo ao Astronauta  (EP, Zip-Zip, 1971)ref. zip-zip (editora) 10022/E
- Abaixo D. Quixote / Pequenos Deuses Caseiros/menina bexigosa/ouvindo bethoven (Ep, Zip-Zip, 1973)  ref. sassetti sst-3.003
- Pedro Só / pelo caminho () ref. zip 30018/S
- Que Faço Aqui/Um Dia (Single, Sasseti, 1977) ref. diapasão diap 14011/G

### Outros
- 100 Anos de Maio (CGTP, 1986) - Cais das Tormentas
- Sons de Todas As Cores (Ajal, 1997) - Lágrima de Preta
- Florestas Em Movimento (Dito e Feito, 1998)
- Pelo Sonho É Que Fomos (Profisom, 1998)
- Abril, Abrilzinho (CD, PDF/Público, 2006)